# Dialetto murciano

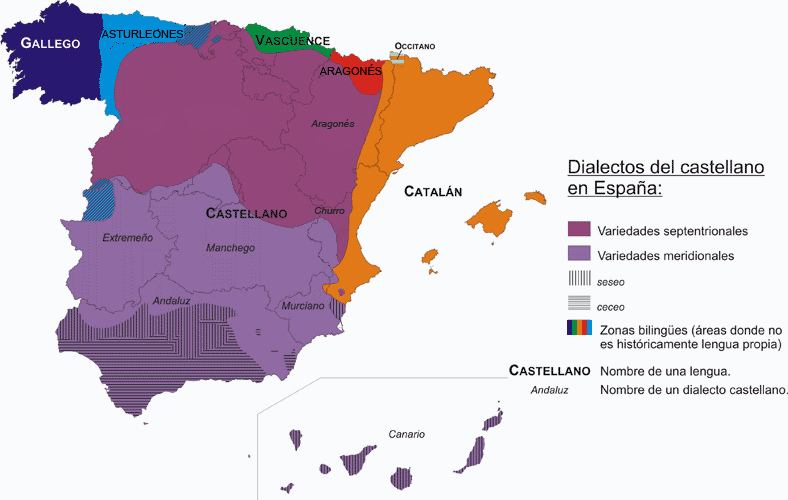
Dialetti dello spagnolo

Si definisce linguisticamente dialetto murciano una serie di tipologie dialettali presenti nella lingua spagnola e parlato nel sud-est della Spagna, nella regione di Murcia, nel sud della Provincia di Albacete e nella comarca di Vega Baja del Segura nella Provincia di Alicante, in particolare in quel segmento della popolazione facente parte della zona rurale.
È considerato un dialetto meridionale del castigliano influenzato dalle lingua aragonese, lingua castigliana, lingua mozarabica, lingua catalana e lingua occitana.
È conosciuto anche come  panocho (="pannocchia di mais") che indica in particolar modo i dialetti parlati nella zona rurale della Huerta de Murcia.

## Padre nostro
Il Padre nostro in dialetto murciano rispetto allo spagnolo standard.
Murciano
Páere noestro, que tás en er cielo, santificao sia tu nombre, allegue a nujotros tu raino, hágase tu volunto asina en la tierra como en er cielo, danos hoy er pan noestro e ca día, predona noestras ofensas, como tamién nujotros predonamos a los que nos ofenden, no nos adejes cayer en la tentación y llíbranos der mal. Amén.
Spagnolo standard
Padre nuestro que estás en los cielos, santificado sea tu nombre, venga a nosotros tu reino, hágase tu voluntad, así en la tierra como en el cielo, el pan nuestro de cada día, danoslo hoy y perdónanos nuestras ofensas, así como nosotros perdonamos a nuestras ofensas, como también nosotros perdonamos a nuestros a los que nos ofenden, no nos dejes caer en la tentación y líbranos del mal. Amén